# NGC 5828
NGC 5828 (другие обозначения — NGC 5828B, UGC 9658, MCG 8-27-51, ZWG 248.34, PGC 53618) — спиральная галактика (Sc) в созвездии Волопас.
Этот объект занесён в новый общий каталог несколько раз, с обозначениями NGC 5828, NGC 5828B.
Галактика входит в число перечисленных в оригинальной редакции «Нового общего каталога».
В галактике вспыхнула сверхновая SN 2007T типа II, её пиковая видимая звездная величина составила 16,9.